# Viscount Finlay

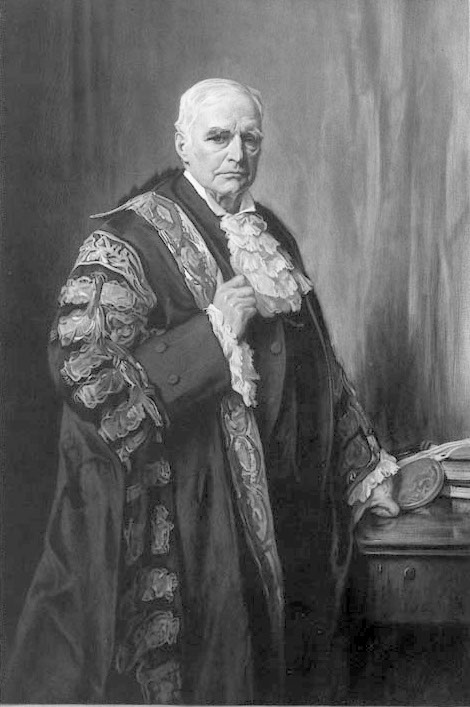
Robert Finlay, 1. Viscount Finlay

Viscount Finlay, of Nairn in the County of Nairn, war ein erblicher Adelstitel der Peerage of the United Kingdom.

## Verleihung und nachgeordnete Titel
Der Titel wurde am 27. März 1919 für den Juristen und Politiker Robert Finlay, 1. Baron Finlay geschaffen.
Anlässlich seiner Ernennung zum Lordkanzler war er bereits am 19. Dezember 1916, ebenfalls in der Peerage of the United Kingdom, zum Baron Finlay, of Nairn in the County of Nairn, erhoben worden.
Beide Titel erloschen beim Tod seines Sohnes, des 2. Viscounts am 30. Juni 1945.

## Liste der Viscounts Finlay (1919)
- Robert Finlay, 1. Viscount Finlay (1842–1929)
- William Finlay, 2. Viscount Finlay (1875–1945)